# Mourmelon-le-Petit
Mourmelon-le-Petit település Franciaországban, Marne megyében. Lakosainak száma 806 fő (2022. január 1.). Mourmelon-le-Petit Baconnes, Livry-Louvercy, Mourmelon-le-Grand és Sept-Saulx községekkel határos.

## Népesség
A település népességének változása:
| Lakosok száma | 804  | 782  | 795  | 785  | 775  | 804  | 813  | 813  | 813  | 806  |
|               | 1968 | 1982 | 1990 | 2006 | 2013 | 2015 | 2017 | 2019 | 2020 | 2022 |